# کرستو پاپیچ
کرستو پاپیچ (انگلیسی: Krsto Papić؛ ۷ دسامبر ۱۹۳۳ – ۷ فوریهٔ ۲۰۱۳) کارگردان فیلم و فیلم‌نامه‌نویس اهل کرواسی بود.
وی کارگردان فیلم‌هایی همچون عفونت و دست‌بند بوده‌است.